# 이상연 (리포터)
이상연(1990년 2월 12일 ~ )은 대한민국의 방송인의 리포터, 아나운서이다.

## 경력
- KBS대구방송총국 리포터

## 방송 출연
울산삼산고등학교 졸업
영남대학교 졸업